# Maring (Volk)
Die Maring sind ein Volk in Papua-Neuguinea, das bis in die 1940er Jahre noch in steinzeitähnlichen Verhältnissen lebte. Sie fertigten ihre Werkzeuge und Waffen aus Stein. Die Maring leben auf dem bewaldeten Rücken des Bismarckgebirges in Zentral-Neuguinea in einem Gebiet von etwa 500 Quadratkilometern entlang der Wasserscheide (Provinz Madang).

## Forschungsgeschichte
Erstkontakte mit den Maring datieren aus dem Jahr 1954. 1958 begannen Missionsgesellschaften ihren aktiven Einsatz in der Region. Gleichwohl galt das Gebiet bis 1962 als unkontrolliert, bis 1963 Roy Rappaport seinen Forschungsauftrag wahrnahm. Parallel dazu richtete die Anglikanische Mission Stationen ein, die sukzessive mit Einheimischen besetzt wurden. In den Jahren 1962/1963 und 1966, arbeitete Andrew Vayda als Anthropologe unter den Maring. Das Volk umfasste zu der Zeit etwa 7000 Menschen. Die Maring leben traditionell vom Brandrodungsfeldbau. Mittels Brandrodung wandeln sie Urwaldstücke in Gärten um, in denen sie vor allem Knollengewächse anbauen, und sie halten außerdem Schweine. In geringem Umfang betätigen sie sich als Jäger und Sammler.
Das Volk gliedert sich in Sippenverbände von etwa 200 bis 850 Mitgliedern, die sich jeweils auf einen Stammvater zurückführen lassen. Jeder Verband bewohnt ein bestimmtes Anbaugebiet an einem der Gebirgsbäche, welche der Wasserscheide entspringen. Da Frauen außerhalb des Sippenverbandes verheiratet sind, sind die Sippenverbände miteinander verschwägert.
Die Grenzbereiche zwischen den Sippenverbänden sind schwach besiedelt. Insgesamt liegt die Bevölkerungsdichte mit 14 Personen auf einen Quadratkilometer etwa im Vergleich zu anderen Dschungelbewohnern wie den Yanomami recht hoch. Unterhalb der Gebirgszone ist der Dschungel jedoch fast unbewohnbar und die Bevölkerungsdichte nimmt erst zur Küste hin wieder zu.
Nur wenige Menschen wie die Baummenschen leben in kleinsten Gruppen verstreut entlang der Flüsse unterhalb der Gebirgszone. Neben Vergiftungen durch Spinnen- und Schlangenbisse führen dort Krankheiten wie die tropische Malaria, Tuberkulose, tödliche Anämie oder die Elephantiasis häufig zum Tode der Einwohner und zum zeitlich und örtlich begrenzten Bevölkerungszusammenbruch.

## Krieg bei den Maring
Traditionell besitzen die Maring als Waffen einfache hölzerne Bögen, Pfeile mit Steinspitzen, Speere, polierte Steinäxte und große Holzschilde. Die Auseinandersetzungen, die verschiedene Sippenverbände gegeneinander führen, unterscheiden sie in vier verschiedene Phasen: Nichtkampf, richtiger Kampf, Überfall und Hetzjagd.

### Nichtkampf
Ursache für Nichtkämpfe sind nach Analyse von Vayda Vergehen und Übertretungen während Friedensperioden. Diese reichen von Kränkungen, Entführung und Vergewaltigung bis zu Mord. Ein weiterer Kriegsgrund ist der Verdacht bösen Zaubers, auf den Krankheiten zurückgeführt werden.
Beim Nichtkampf standen sich die beiden Gruppen auf einem vereinbarten Austragungsort an der Grenze der beiden Gebiete gegenüber. Die Krieger suchten diesen Ort jeden Morgen auf und stellen sich in Pfeilschussweite einander gegenüber. Ihre mannshohen und 75 cm breiten dicken Schilde wurden auf den Boden gestellt. Männer huschten hinter den Schilden hervor, schossen Pfeile ab und verschwanden wieder hinter den Schilden. Einige verließen die Deckung, um die andere Seite zu reizen, und bewiesen ihre Tapferkeit, indem sie den Pfeilen der Gegner auswichen. Am Ende des Tages kehrten alle in ihre Behausungen zurück, um am Folgetag wieder anzutreten. Obwohl diese Gefechte wochen- oder gar monatelang anhielten, kam es nur selten zu schweren Verletzungen oder Toten.
Begleitet wurden die Nichtkämpfe aber auch von Vermittlern, die zum Frieden aufriefen, oft herbeigerufene Verbündete. Die Nichtkämpfe dienten zum einen der Stellung von Forderungen und der Verhandlung über die friedensstörenden Taten, zum anderen auch dem Abmessen des gegenseitigen Kampfpotentials für die spätere Entscheidung, ob zum Richtigen Kampf übergegangen werden soll.

### Richtiger Kampf
Beim Richtigen Kampf rückte ein Teil der Männer mit Wurfspeeren und Steinäxten zum Nahkampf gegeneinander an. Die Männer kämpften gegeneinander, während die Bogenschützen weiter Pfeile abschossen. Gelegentlich tauschten die Nahkämpfer, um Atem zu holen, mit den Bogenschützen. Dabei war die Zahl der Opfer noch gering, obwohl die Kämpfe sich über Tage hinzogen. Es kam aber zu Verlusten.
An den Kämpfen beteiligten sich alle waffenfähigen Männer, während die Frauen sich weiter der Gartenarbeit und den häuslichen Arbeiten widmeten. Wenn es regnete, blieben beide Seiten zu Hause. Es wurden auch Ruhepausen vereinbart, um Totenfeiern abzuhalten, die Schilde neu zu bemalen, nötige Arbeiten zu erledigen, oder um auszuruhen.
Den Kriegshistoriker John Keegan erinnern diese ritualisierten Kämpfe an die Auseinandersetzungen der Kriegshelden im Trojanischen Krieg, wie ihn Homer in seiner Ilias schildert.

### Überfall
Beim Überfall, nach Einschätzung von Vayda eine Alternative zum Richtigen Kampf, bricht eine Seite in das Gebiet der anderen Gruppe ein, um dorthin Tod und Zerstörung zu bringen. Diese Kampfform ist aber immer noch begrenzt.

### Hetzjagd
Bei der Hetzjagd vertreiben die Angreifer die Gegner aus ihren Wohnsitzen, zerstören deren Häuser und Gärten. Vielfach besetzen die Sieger aber das Gebiet nicht oder nur einen Teil davon.

## Ritual
Eine Besonderheit ist das Kaiko-Ritual, das etwa ein Jahr andauert und während dessen eine Vielzahl von Schweinen geopfert wird. Das Ritual wird alle 8 bis 15 Jahre durchgeführt. Das Fleisch wird entweder den Ahnen geopfert oder an die Kriegsalliierten verteilt. Infolge des Rituals brechen in der Regel kriegerische Aktivitäten gegen verfeindete Lokalgruppen aus. Nach Waffenstillstand wächst die Schweinepopulation wieder an, die mit der hohen Schweinepopulation steigende Arbeitsbelastung führt zu Streitigkeiten, bis der Entschluss gefasst wird, ein neues Kaiko abzuhalten. Am Ende des Kaiko wird der Waffenstillstand aufgekündigt durch das Ausreißen des Rumbimbaumes, und der Zyklus beginnt von neuem.
Das Ritual wird von einigen Ethnologen als Musterbeispiel eines ökologischen Funktionalismus interpretiert. Danach dient das Ritual dazu, eine Bodenübernutzung durch Reduktion der Schweinepopulation zu verhindern und ebenso die Bevölkerungszahl zu limitieren.